# ニュートラルカー
ニュートラルカー (neutral car) とは、自転車のロードレースにおいて、中立の立場で全ての競技者に等しくサービスを提供する自動車・オートバイのことである。

## 概要

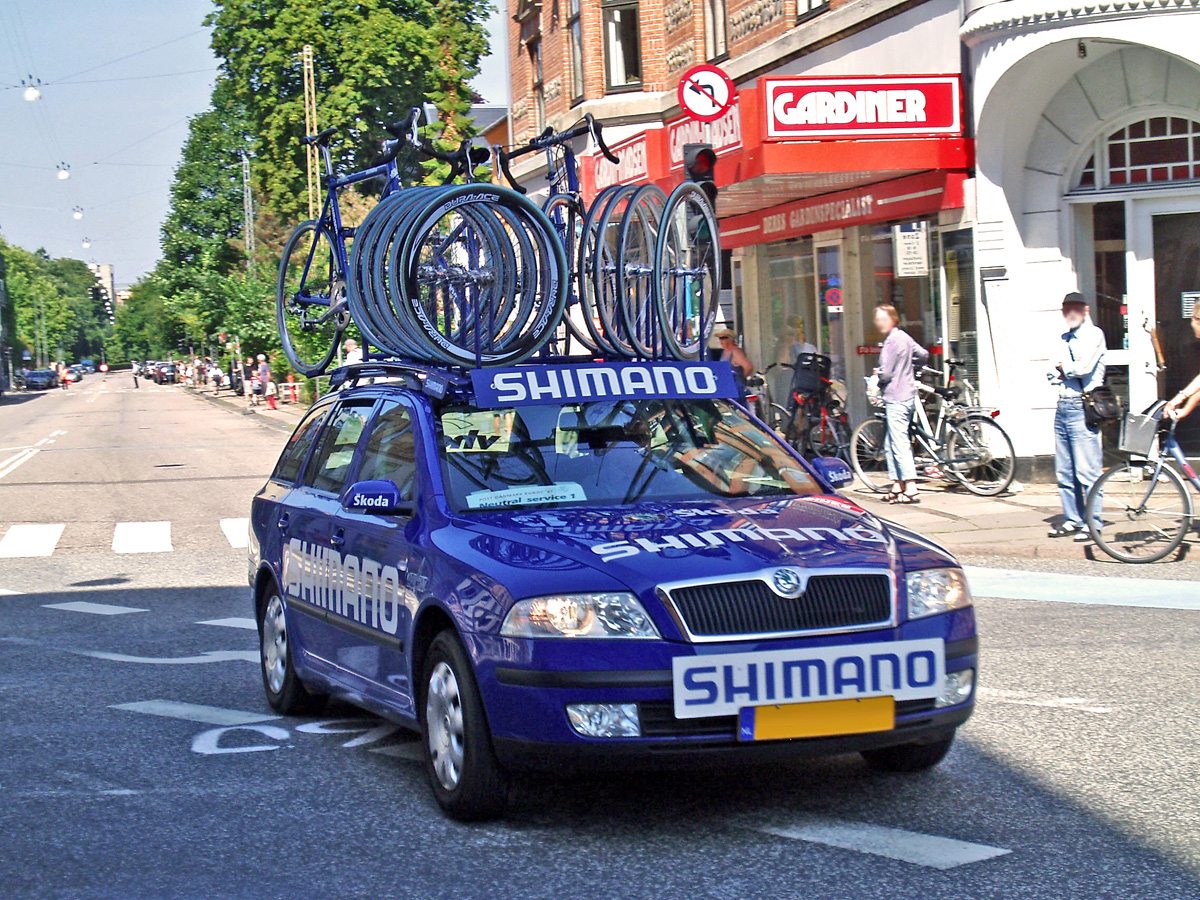
シマノのニュートラルカー
(シュコダ・オクタヴィア)

ロードレース競技は通常、100キロメートル以上の長丁場を時間をかけて走るため、競技中に機材が故障することも少なくない。競技開始後に競技者が追加の補給食や水分を渡されることも多い。こうした補給物資は通常はチーム専属のサポートカーやコース上で待機しているチームスタッフから手渡されるが、競技中に走行集団が複数発生した場合、チーム専属のサポートカーだけでは迅速に競技者に補給物資や代替機材を届けることが不可能な状況になることも珍しくない。そこで、主に主催者が中立な立場から機材を提供するためにニュートラルカーを用意する。ニュートラルカーは全ての競技者に先着順で必要な補給物資を提供することになっている。
補給される物資は主に水やスポーツ飲料類、あるいはタイヤホイールだが、自転車のフレームが破損した選手のためにスペアバイクを搭載することもある。ホイールについては、特に後輪について選手の使用するコンポーネントのメーカー別に複数種類を用意する。2016年からはディスクブレーキの使用が認められたため、さらに用意するホイールの種類が増加している。
ツール・ド・フランスに代表されるUCIプロツアーに含まれるような大規模な自転車レースでは、自転車競技関連製品を製造・販売している企業が自社の宣伝も兼ねてニュートラルカーを提供することも多い。有名なものとしては、ホイールメーカーのマヴィックが走らせている黄色のマヴィックカー（黄色の地に黒の「MAVIC」ロゴ入り）や、ネスレが走らせている「パワーバー」のロゴが入ったオートバイ（水分を入れたボトルを提供する）がある。このほかに、大手コンポーネント・パーツメーカーであるシマノやカンパニョーロがニュートラルカーを出すケースもある。
ボトルは空けたら捨ててしまって良いが（空きボトルは沿道のファンが拾ってお土産にする）、ホイールやスペアバイクはゴール後に返却される。
車を走らせるドライバーについても、レースの動きをある程度予測しながらポジションを前後させる必要があるため、元選手などが起用されることが多い。複数台ニュートラルカーが投入される場合は、互いに無線で連絡を取り合いながらポジションを調整する。
このほか、ニュートラルカーではないが、ヨーロッパのレースでは沿道のファンがボトルや新聞紙（峠の頂上付近で手渡されるもので、選手は高速ダウンヒル時にジャージの腹部に入れて体温低下を防ぐ）を提供、上りではホースで水をかけてやったりする光景も珍しくない。 